# Краснофлотец (село)
Краснофлотец — село в Ельниковском районе Мордовии России. Входит в состав Новодевиченского сельского поселения.

## История
Основано во 2-й половине XIX века. В «Списке населённых мест Пензенской губернии за 1894» Сбродовка деревня из 90 дворов Краснослободского уезда. В 1940 году село Сбродовка переименовано в Краснофлотец.

## Население
| 2002 | 2010 |
| ---- | ---- |
| 105  | ↘88  |

Национальный состав
Согласно результатам Всероссийской переписи населения 2002 года, в национальной структуре населения русские составляли 92 %.